# Socjaldemokracja Rzeczypospolitej Polskiej

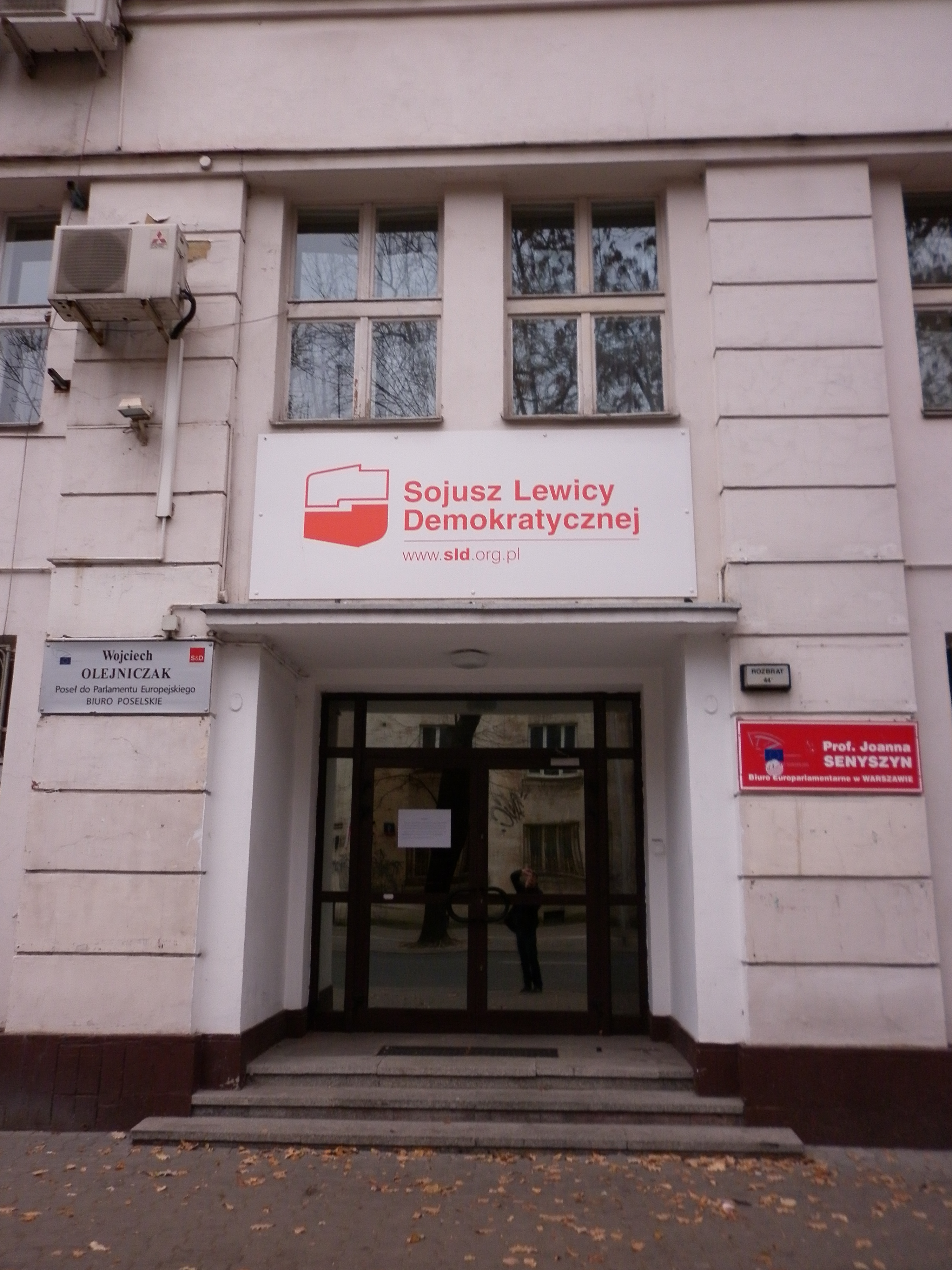
Była siedziba Socjaldemokracji Rzeczypospolitej Polskiej (do 2012 również siedziba Sojuszu Lewicy Demokratycznej) przy ul. Rozbrat w Warszawie

Socjaldemokracja Rzeczypospolitej Polskiej (SdRP) – polska partia polityczna wywodząca się z PZPR, istniejąca w latach 1990–1999. Od 1991 wchodząca w skład koalicji Sojusz Lewicy Demokratycznej, przekształconej w 1999 w jednolitą partię o tej samej nazwie. W okresie 1993–1997 współtworzyła koalicję rządową z Polskim Stronnictwem Ludowym. Premierami z ramienia ugrupowania byli Józef Oleksy (1995–1996) i bezpartyjny Włodzimierz Cimoszewicz (1996–1997). W 1995 kandydat partii Aleksander Kwaśniewski wygrał wybory prezydenckie. Przewodniczącymi SdRP byli kolejno: Aleksander Kwaśniewski, Józef Oleksy i Leszek Miller.

## Historia partii

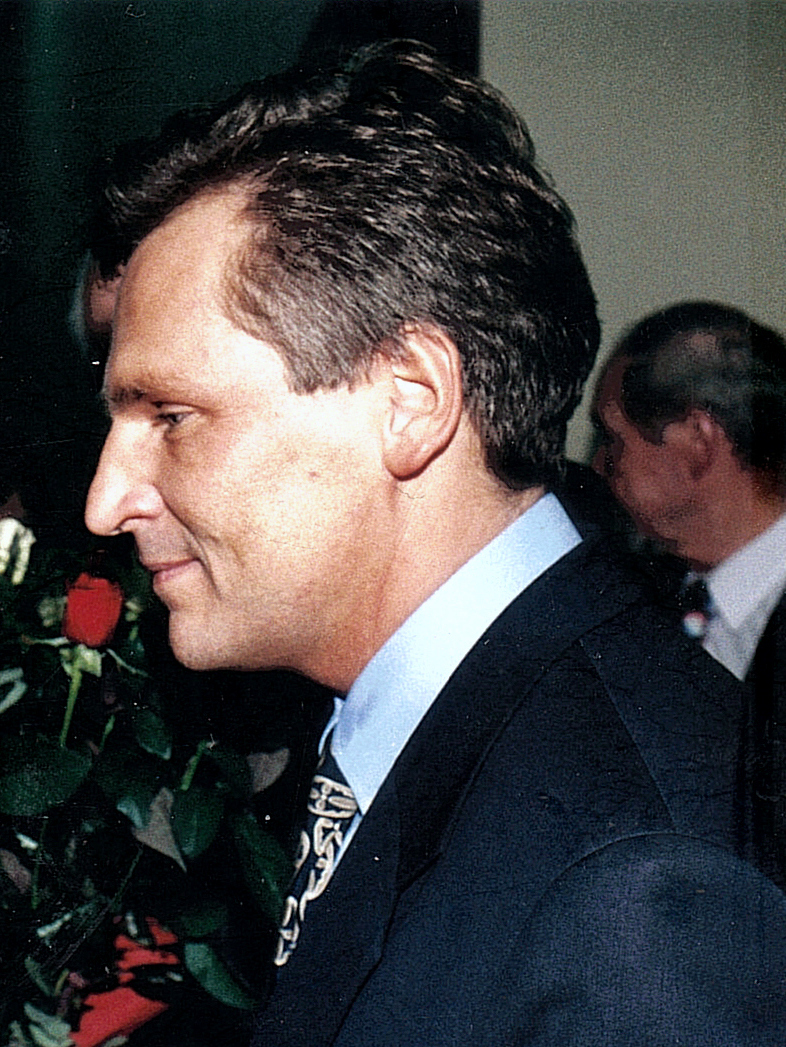
Założyciel i przewodniczący partii w latach 1990–1995, następnie prezydent z rekomendacji SdRP, Aleksander Kwaśniewski

Partia powstała 29 stycznia 1990 po samorozwiązaniu Polskiej Zjednoczonej Partii Robotniczej w 1990 na jej ostatnim zjeździe (26–27 stycznia). Została zarejestrowana 23 sierpnia 1990. Skupiała tzw. centrowy nurt dawnych członków PZPR oraz szereg organizacji związkowych (OPZZ i inne federacje), emeryckich, kombatanckich, środowiskowych, i wyznaniowych (Unia Chrześcijańsko-Społeczna „Akcja Ekumeniczna” Kazimierza Morawskiego). Nie weszli do niej z jednej strony przedstawiciele tzw. betonu partyjnego, z drugiej strony wkrótce opuścili ją lub nie zostali jej członkami politycy bardziej krytycznie nastawieni do PRL (m.in. Tomasz Nałęcz, Wiesława Ziółkowska, Tadeusz Fiszbach). SdRP przejęła majątek PZPR i została dodatkowo zasilona finansowo środkami KPZR (tzw. moskiewska pożyczka). Przewodniczącym rady naczelnej ugrupowania został Aleksander Kwaśniewski, a sekretarzem generalnym Leszek Miller. W tym samym roku SdRP uzyskała w wyborach samorządowych poparcie około miliona wyborców, a około 700 kandydatów partii uzyskało mandaty radnych. W wyborach prezydenckich natomiast kandydatem SdRP był bezpartyjny Włodzimierz Cimoszewicz, który otrzymał 9,21% głosów, zajmując 4. miejsce spośród 6 kandydatów. W Sejmie 23 członków SdRP zasiadało (do października 1991) w Parlamentarnym Klubie Lewicy Demokratycznej (jego szefem był Włodzimierz Cimoszewicz).
SdRP weszła 16 lipca 1991 w skład koalicji partii i ugrupowań lewicowych Sojusz Lewicy Demokratycznej (SLD). W pierwszych wolnych wyborach z 28 października 1991 koalicja SLD uzyskała 12% głosów (zajmując drugie miejsce po Unii Demokratycznej i otrzymując 60 mandatów poselskich oraz 4 senatorskie), jednak nie otrzymała miejsca w Prezydium Sejmu, ani stanowiska szefa komisji). Szefem klubu SLD został Aleksander Kwaśniewski. SdRP zdecydowanie sprzeciwiała się działalności rządu Jana Olszewskiego. Do gabinetu Hanny Suchockiej miała stosunek bardziej zniuansowany, popierała jego niektóre inicjatywy (np. Program Powszechnej Prywatyzacji). W maju 1993 poparła jednak wniosek „Solidarności” o udzielenie mu wotum nieufności, co otworzyło drogę do nowych wyborów.
Po drugim kongresie partii, który odbył się 19 marca 1993, przewodnictwo utrzymał Aleksander Kwaśniewski, a wiceprzewodniczącymi zostali Leszek Miller, Józef Oleksy i Izabella Sierakowska.
19 września 1993 koalicja SLD wygrała wybory parlamentarne z ponad 20-procentowym wynikiem, uzyskując 171 mandatów poselskich i 38 senatorskich. Na stanowisko premiera ugrupowanie nie mogło liczyć, stąd też poparło na tym stanowisku Waldemara Pawlaka z Polskiego Stronnictwa Ludowego, z którym zawarło koalicję. W 1994 wyborach samorządowych SLD uzyskał około 5500 mandatów.
W marcu 1995 Waldemara Pawlaka zastąpił na stanowisku premiera Józef Oleksy z SdRP. W tym samym roku SLD zgłosił kandydaturę swojego lidera i szefa SdRP Aleksandra Kwaśniewskiego na prezydenta. Uzyskał on 35,11% głosów i w drugiej turze wyborów zmierzył się z Lechem Wałęsą, otrzymując 51,72%. W grudniu 1995 rozpoczął urzędowanie jako głowa państwa. Po wyborze Aleksandra Kwaśniewskiego na prezydenta w 1995 Józef Oleksy objął 28 stycznia 1996 stanowisko przewodniczącego partii (p.o. przewodniczącego klubu SLD został natomiast jeszcze w 1995 Mieczysław Czerniawski, a w 1996 funkcję szefa klubu objął Jerzy Szmajdziński). Na skutek tzw. afery Olina Józef Oleksy zrezygnował z funkcji prezesa Rady Ministrów. Stanowisko to objął inny polityk SLD Włodzimierz Cimoszewicz, który jednak nie należał do SdRP. Postanowiono przedłużyć koalicję z PSL. W okresie urzędowania Włodzimierza Cimoszewicza SLD zaczął pracować nad reformami. Wielu z proponowanych zmian sprzeciwiało się PSL, stąd też np. zaniechano reformy szkolnictwa i administracji. Uchwalono natomiast ustawę o ochronie zdrowia oraz reformę centrum administracyjnego rządu.
Inercji w polityce reform towarzyszyły w owym okresie ostre spory światopoglądowe, dotyczące szczególnie zawartego przez rząd Hanny Suchockiej konkordatu, któremu to dokumentowi SLD się sprzeciwiał. Duże kontrowersje wzbudziła też uchwalona głosami SLD i Unii Pracy liberalna ustawa aborcyjna, której zgodność z konstytucją zakwestionował Trybunał Konstytucyjny. Podobne emocje budziła poruszana przez ministra Jerzego Wiatra kwestia wychowania seksualnego w szkołach oraz proponowana likwidacja ocen z religii na świadectwach szkolnych.
W wyborach z 21 września 1997 SLD przegrał z Akcją Wyborczą Solidarność, choć lewicowa koalicja zdobyła blisko 700 tysięcy głosów więcej w porównaniu z wyborami z 1993. SLD uzyskał 162 mandaty, z czego członkom SdRP przypadło 97. Do Senatu Sojusz wprowadził 28 przedstawicieli, z czego członkowie SdRP stanowili połowę. Na skutek niskiego wyniku PSL niemożliwa stała się jednak kontynuacja dotychczasowej koalicji. Zainteresowania aliansem z SLD nie wykazała też Unia Wolności. W tej sytuacji ugrupowanie musiało przejść do opozycji. Na kongresie SdRP w grudniu 1997 Józefa Oleksego na stanowisku przewodniczącego zastąpił Leszek Miller, który został także szefem klubu parlamentarnego SLD. W wyborach samorządowych w 1998 SLD uzyskał 329 mandatów w sejmikach wojewódzkich, 2825 w radach powiatów i 5595 w radach gmin. 5 polityków Sojuszu zostało marszałkami województw, a 6 przewodniczącymi sejmików wojewódzkich.
15 kwietnia 1999 Socjaldemokracja RP współtworzyła jednolitą partię SLD, a 16 czerwca tego samego roku uległa samorozwiązaniu.
Organem prasowym SdRP była „Trybuna”.

## Struktura i działacze

### Przewodniczący
| Lp. | Zdjęcie | Imię i nazwisko        | Od               | Do              |
| --- | ------- | ---------------------- | ---------------- | --------------- |
| 1.  |         | Aleksander Kwaśniewski | 30 stycznia 1990 | 23 grudnia 1995 |
| 2.  |         | Józef Oleksy           | 28 stycznia 1996 | 6 grudnia 1997  |
| 3.  |         | Leszek Miller          | 6 grudnia 1997   | 16 czerwca 1999 |

### Ostatnie władze partii (wybrane w dniach 6–7 grudnia 1997)
Przewodniczący:
- Leszek Miller

Wiceprzewodniczący:
- Marek Borowski
- Tadeusz Iwiński
- Jacek Piechota
- Izabella Sierakowska
- Jerzy Szmajdziński

Sekretarz generalny:
- Krzysztof Janik

## Poparcie
| Wybory | Poparcie | Zmiana punktów procentowych | Mandaty (Sejm) | Zmiana | Mandaty (Senat) | Zmiana |
| ------ | -------- | --------------------------- | -------------- | ------ | --------------- | ------ |
| 1991   | 11,91%   | -                           | 60             | -      | 4               | -      |
| 1993   | 20,41%   | 8,50                        | 171            | 111    | 37              | 33     |
| 1997   | 27,13%   | 6,72                        | 164            | 7      | 28              | 9      |

| Wybory | Kandydat                | Głosowanie | Poparcie    | Uwagi                             |
| ------ | ----------------------- | ---------- | ----------- | --------------------------------- |
| 1990   | Włodzimierz Cimoszewicz | I tura     | 9,21% (4.)  | Kandydat nie przeszedł do II tury |
| 1995   | Aleksander Kwaśniewski  | I tura     | 35,11% (1.) | Przejście do II tury              |
| 1995   | Aleksander Kwaśniewski  | II tura    | 51,72%      | Wygrana z Lechem Wałęsą           |